# Subtle swing
Subtle swing is een studioalbum van gitarist Hank Garland. Het album is opgenomen op 29 augustus 1960 in Nashville (Tennessee), thuisbasis van Garland. Het betekende na Jazz swings opnieuw een samenwerking tussen de gitarist en de vibrafonist Gary Burton. Hierna zou Burton een korte verbinding aangaan met drummer Joe Morello voor diens album It’s about time, gevolgd door de opname van zijn eigen debuutalbum: New vibe man in town.

## Musici
- Hank Garland – gitaar
- Gary Burton – vibrafoon
- William Pursell – piano
- Bob Moore – contrabas
- Doug Kirkham, Murray Hartman – slagwerk

## Muziek
| Nr. | Titel                                     | Duur |
| --- | ----------------------------------------- | ---- |
| 1.  | (Tell me) What am I to do? (M. Kinn)      | 2:35 |
| 2.  | Not for me (J. Wynert)                    | 2:40 |
| 3.  | You’re here again (H. Keller)             | 3:19 |
| 4.  | Just for tonight (Władysław Szpilman)     | 2:03 |
| 5.  | Pop goes the weasel (traditional, Burton) | 2:10 |

| Nr. | Titel                                                              | Duur |
| --- | ------------------------------------------------------------------ | ---- |
| 1.  | It’s love of course (Arthur Scott, Charles Harris, Arthur Godfrey) | 2:47 |
| 2.  | Unless you’re in love (Louis O’Connell jr.)                        | 3:05 |
| 3.  | Close your eyes (Mordecai Olari-Nozik)                             | 2:12 |
| 4.  | Rainy afternoon (Burton)                                           | 2:45 |
| 5.  | Call D. Law (Burton)                                               | 2:31 |